# Persée
Pour les articles homonymes, voir Persée (homonymie).
Persée (en grec ancien Περσεύς / Perseús), roi argien, est un héros de la mythologie grecque.
Persée est le fils de Danaé, fille du roi d'Argos, Acrisios. Ce dernier, averti par un oracle que son petit-fils le tuera, enferme sa fille dans une tour d'airain, ce qui n'empêche pas Zeus de la séduire sous la forme d'une pluie d'or. Persée naît ainsi dans le secret. Révélé à son grand-père par ses cris, il est enfermé dans un coffre avec sa mère et jeté dans les flots, qui les portent jusqu'à l'île de Sériphos. Tous deux sont recueillis par un pêcheur nommé Dictys, qui élève le garçon comme son fils. Devenu adulte, Persée se voit confier par Polydecte, le roi de l'île, la mission de tuer la gorgone Méduse dont le regard pétrifie ceux qu'il atteint. Vainqueur grâce aux armes magiques remises par Hermès et Athéna, il passe sur le chemin du retour par l'Éthiopie, où il rencontre la princesse Andromède, qui doit être livrée au monstre marin Céto en punition des paroles imprudentes de sa mère Cassiopée. Persée la délivre et l'épouse. De retour à Sériphos, il se venge de Polydecte, qui a tenté de violer sa mère Danaé. Il rejoint ensuite sa patrie, Argos, qu'Acrisios a fui par peur de l'oracle pour se réfugier à Larissa. Or, le roi de cette cité organise des jeux funèbres auxquels Persée prend part. En lançant le disque, il tue accidentellement Acrisios, qui assiste aux épreuves comme spectateur. Par égard pour son défunt grand-père, Persée échange sa royauté d'Argos contre celle de Tirynthe et donne l'île de Sériphos à Dictys.
La légende de Persée a connu une grande fortune après l’Antiquité, en particulier les épisodes de Méduse et d'Andromède. Il est probable qu'elle ait influencé les légendes chrétiennes des saints pourfendeurs de dragon, comme celle de saint Georges. Nombre des épisodes de la légende se retrouvent, plus ou moins déformés, dans les contes traditionnels du folklore international, et ses motifs ont fait l'objet d'une codification par Stith Thompson.

## Étymologie
Selon Pierre Chantraine, le nom de Persée est d'origine obscure. Les auteurs antiques le rapprochent de πέρθω / pérthô, « détruire, mettre à sac, piller ». Selon Thalia Feldman, le radical perth- serait issu de l'indo-européen *bher-, « couper ».

## Mythe

### Naissance

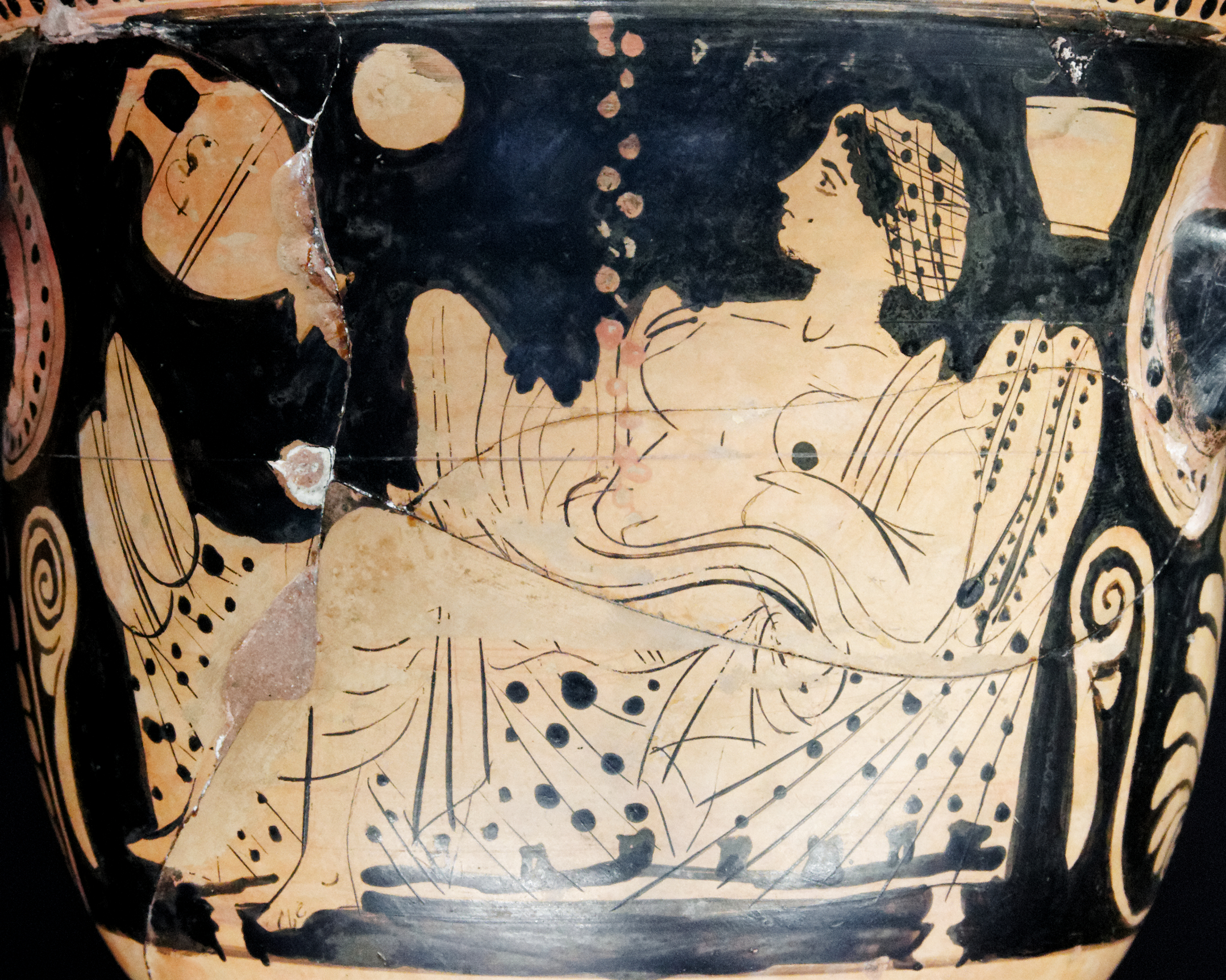
Danaé et la pluie d'or. Cratère béotien, vers 425--420, Musée du Louvre.

Persée apparaît chez Homère qui le nomme fils de Zeus et de Danaé, sans autre précision. Le Catalogue des femmes ajoute que Danaé est jetée à la mer dans un coffre,. Il faut attendre Phérécyde d'Athènes, au Ve siècle av. J.-C., pour que le récit soit complet : Acrisios, roi d'Argos, et son épouse Eurydice engendrent une fille, Danaé. L'oracle de Delphes, interrogé, lui annonce qu'il n'aura pas de fils, mais que le petit-fils que lui donnera Danaé le tuera. De retour chez lui, Acrisios fait bâtir une chambre de bronze souterraine où il enferme Danaé et sa nourrice. Zeus aperçoit pourtant la jeune fille et la séduit après s'être transformé en pluie d'or. Danaé donne naissance à Persée et l'élève en secret, jusqu'à ce que les cris du jeune enfant, âgé de trois ou quatre ans, trahissent son existence. Acrisios fait exécuter la nourrice et exige de savoir qui est le père de Persée. Refusant de croire les déclarations de Danaé, il la fait jeter à la mer dans un coffre, avec son fils. Le coffre est emporté par les flots jusqu'à l'île de Sériphos, où Danaé et Persée sont secourus par un pêcheur généreux, Dictys (« filet »), qui élève le garçon comme son fils.
Une scholie de l’Iliade fait de Proétos, frère d'Acrisios, le véritable père de Persée, ce qui aurait été le motif de la querelle entre les deux frères. Cette variante, que le scholiaste attribue à Pindare, est également citée par le pseudo-Apollodore. Pindare mentionne pourtant l'histoire de la pluie d'or par ailleurs. Il est possible que dans la source du scholiaste et d'Apollodore, Danaé ait été séduite par Proétos et emprisonnée par son père en punition, laissant ainsi le champ libre à Zeus. La variante suivant laquelle Danaé est enfermée dans une tour plutôt que dans une chambre souterraine remonte à Horace, suivi par Ovide.

### À Sériphos
Toujours selon Phérécyde, Dictys est le frère du roi de l'île, Polydecte. Alors que Persée a atteint l'âge adulte, Polydecte aperçoit Danaé et s'éprend d'elle. Il organise un eranos, c'est-à-dire un banquet où chacun apporte sa contribution, auquel il convie le jeune homme. Polydecte feint d'avoir besoin de présents pour les noces d'Hippodamie, fille d'Œnomaos. À la demande de Persée, Polydecte précise qu'il veut des chevaux ; le jeune homme répond alors qu'il apportera la tête de la Gorgone – pour fanfaronner, précise Apollodore. Polydecte le prend au mot et quand Persée apporte un cheval le lendemain, il refuse et insiste pour obtenir la tête de la Gorgone, menaçant de s'emparer de Danaé si le jeune homme ne s'exécute pas.
Le récit de Phérécyde n'est pas très clair : on ne comprend pas bien quelle était l'intention initiale de Polydecte en organisant le banquet, car il ne pouvait pas prévoir que Persée évoquerait Méduse. Des auteurs modernes expliquent que Polydecte réclame un cheval à Persée en sachant très bien que celui-ci n'en possède pas, mais cet élément ne se retrouve dans aucune source ancienne.

### Méduse

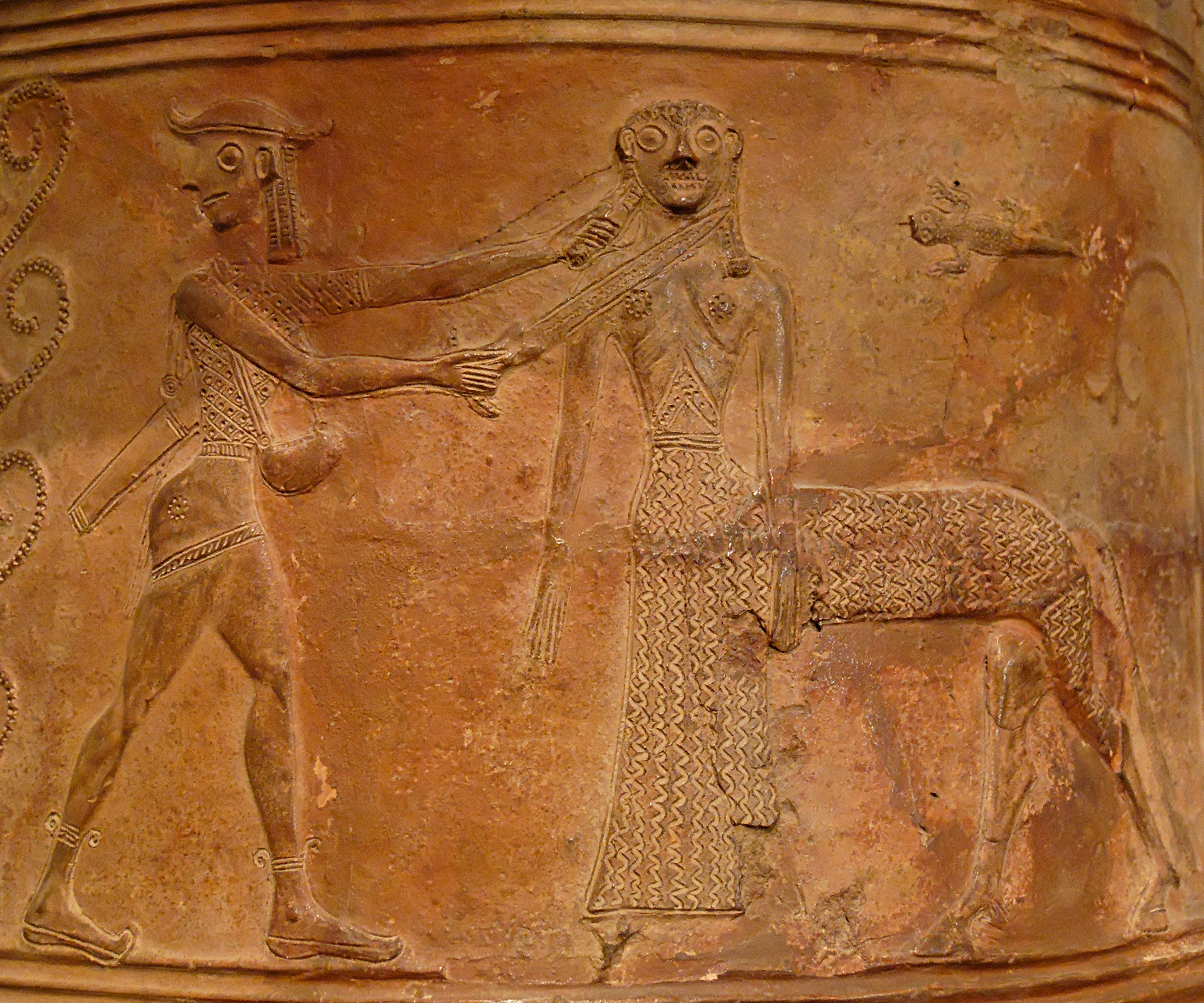
Persée détourne le regard pendant qu'il tue Méduse (représentée ici comme un centaure femelle). Col d'un pithos orientalisant à reliefs, vers 660 av. J.-C., Musée du Louvre (CA 795).

La décapitation de Méduse par Persée ne figure pas chez Homère mais elle apparaît dès la Théogonie d'Hésiode : Méduse, fille de Céto et Phorcys, est la seule des trois Gorgones à être mortelle et à être séduite par Poséidon ; elle est décapitée par Persée sur les bords d'Océan et de son sang naissent le cheval ailé Pégase et le géant Chrysaor à l'épée d'or. Le Bouclier d'Héraclès montre Persée équipé du casque d'Hadès, poursuivi par les Gorgones après avoir décapité Méduse, dont la tête est enfermée dans un sac à franges d'or qu'il porte sur son dos.

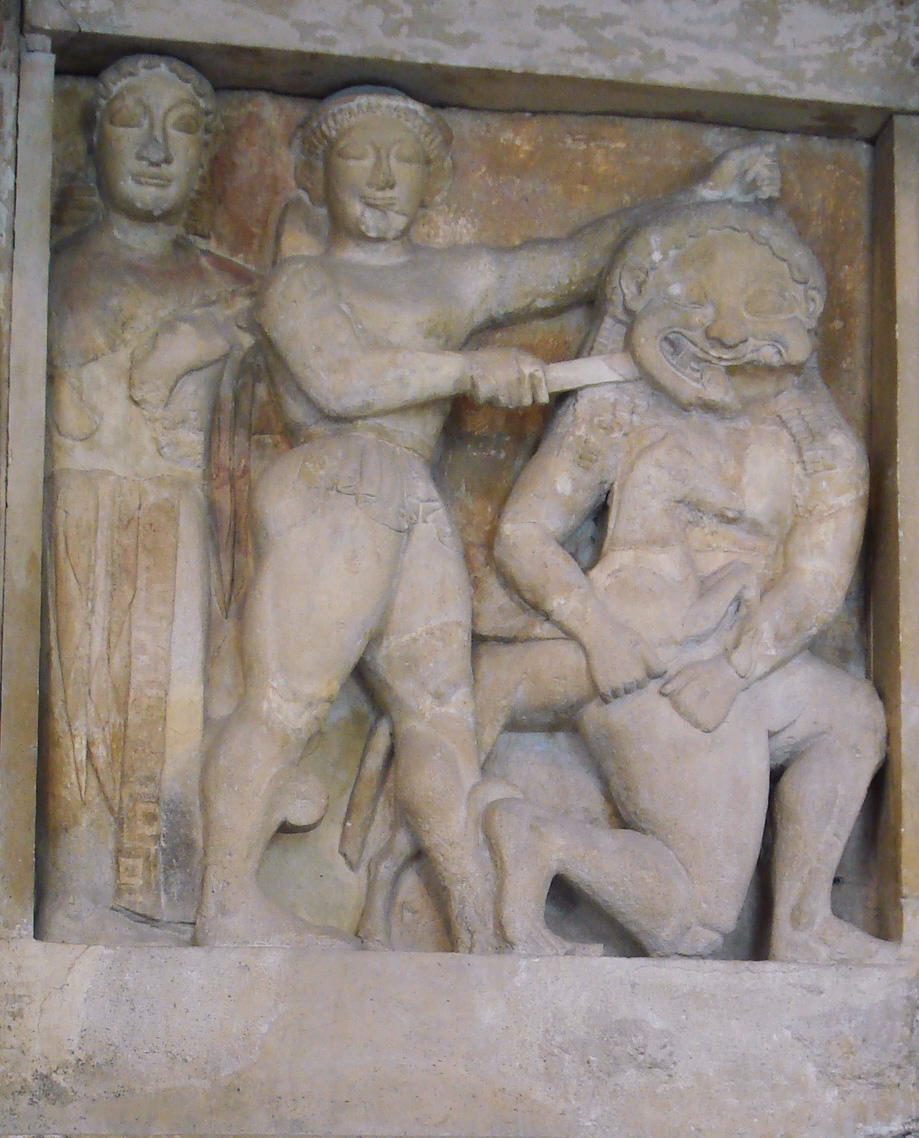
Métope du temple C de Sélinonte montrant Persée décapitant Méduse qui tient Pégase dans ses bras. Vers 540-510 avant J.-C.

Un récit plus complet se trouve chez Phérécyde : Persée, à qui Polydecte, roi amoureux de sa mère, a réclamé la tête de Méduse afin de l'éloigner, se retire pour se lamenter. Hermès lui apparaît et, après avoir appris la cause de son chagrin, le mène chez les Grées, en compagnie d'Athéna. Sur les conseils divins, Persée vole l'unique œil et l'unique dent dont les trois sœurs sont pourvues et qu'elles se passent de l'une à l'autre. Les Grées sont contraintes d'aider Persée pour récupérer leurs biens et lui indiquent l'endroit où il pourra trouver les nymphes qui détiennent trois objets magiques : la kunée ou casque d'Hadès, qui rend invisible son porteur, une paire de sandales ailées qui permet de voler dans les airs et une besace (en grec ancien, kibisis) destinée à recueillir la tête de Méduse. Persée leur rend alors œil et dent et part trouver les nymphes pour obtenir les trois objets. Grâce aux sandales, Persée gagne les bords d'Océan où résident les Gorgones, toujours accompagné par Hermès et Athéna qui lui recommandent de ne pas rencontrer le regard de Méduse. Persée coiffé du casque d'Hadès s'approche des Gorgones endormies, tranche la tête de Méduse qu'il met dans la besace et s'enfuit, talonné par les deux autres Gorgones réveillées, qui suivent son odeur.
Le récit est simplifié chez Eschyle qui ne mentionne pas les nymphes : Persée y reçoit une épée d'Héphaïstos et Hermès fournit lui-même les sandales ailées et le casque d'Hadès. Les Grées y sont les gardiennes des Gorgones, ce qui pousse Persée à jeter leur œil dans le lac Triton pour les empêcher de prévenir leurs sœurs de son approche. Apollodore ajoute au récit de Phérécyde quelques détails : Hermès donne à Persée une épée courbe et Athéna aide Persée à décapiter Méduse en tendant un bouclier poli comme un miroir, idée qu'on trouve pour la première fois chez Ovide.
Dans la version d'Ovide, Persée revient en Grèce en passant par le pays d'Atlas. Celui-ci apprend que Persée est un fils de Zeus et tente de l'éloigner par la force, car Thémis lui a prédit qu'un fils de Zeus volerait un jour les pommes d'or du jardin des Hespérides. Persée, en colère, pétrifie Atlas en lui montrant la tête de Méduse, et le transforme en une chaîne de montagnes sur laquelle repose le ciel. Cette légende, probablement assez tardive, s'oppose à la version plus connue de la quête des pommes d'or entreprise par Héraclès dans laquelle Atlas est toujours vivant après plusieurs générations.
Isabelle Turcan interprète la légende de Persée, victorieux de la gorgone Méduse comme un mythe cosmologique, celui d'un génie solaire vainqueur du règne de l'hiver. Les Grées comme les Gorgones sont liées au monde « noir » d'Ouranos ; les Grées sont du pays de la nuit et les Gorgones résident à l'extrême occident, là où chaque jour disparaît le soleil. Le pouvoir pétrifiant du regard de Méduse est celui du gel.

### Andromède

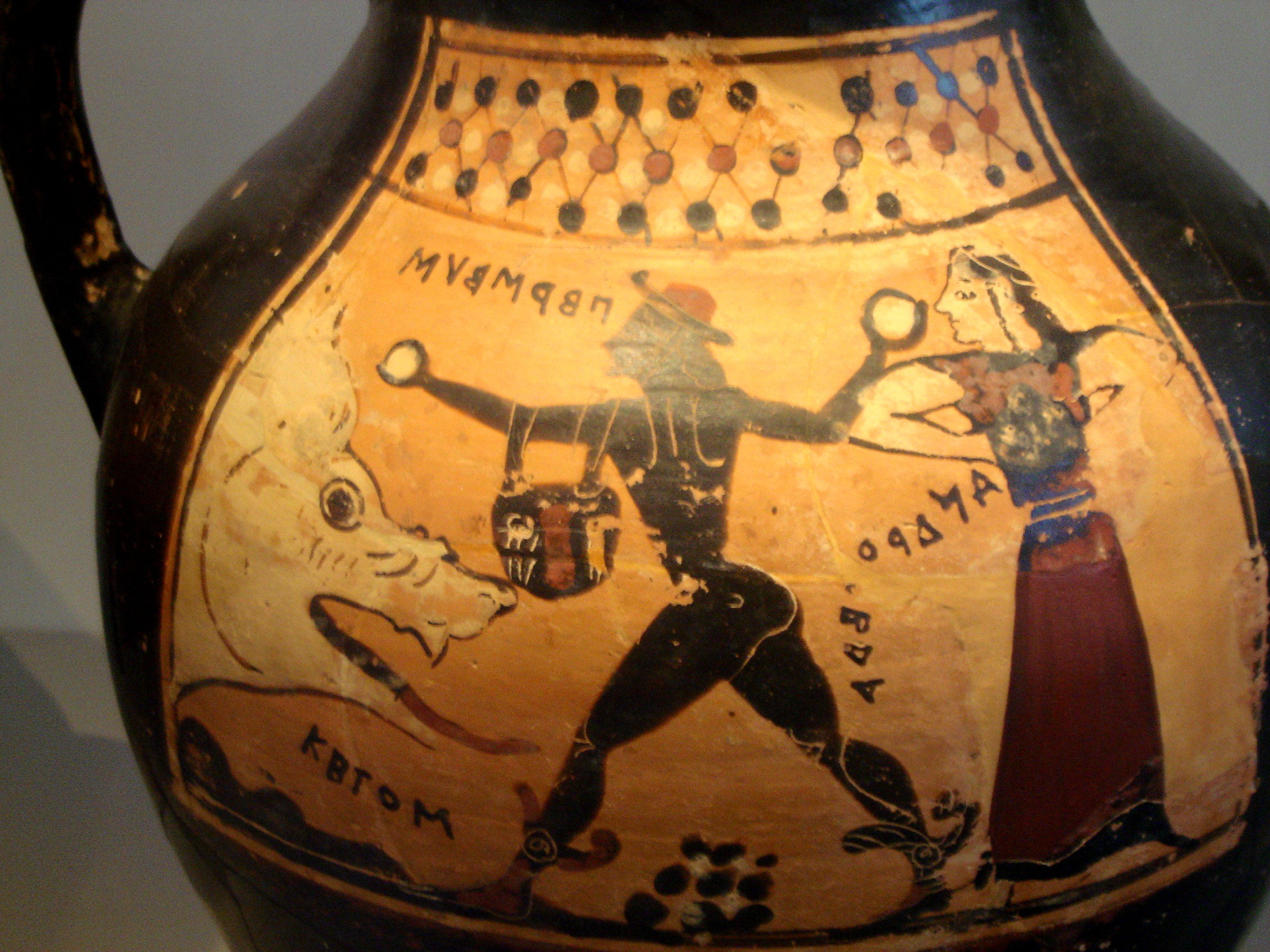
Persée, Andromède et le monstre marin. Vase corinthien, Altes Museum de Berlin (PM F1652).

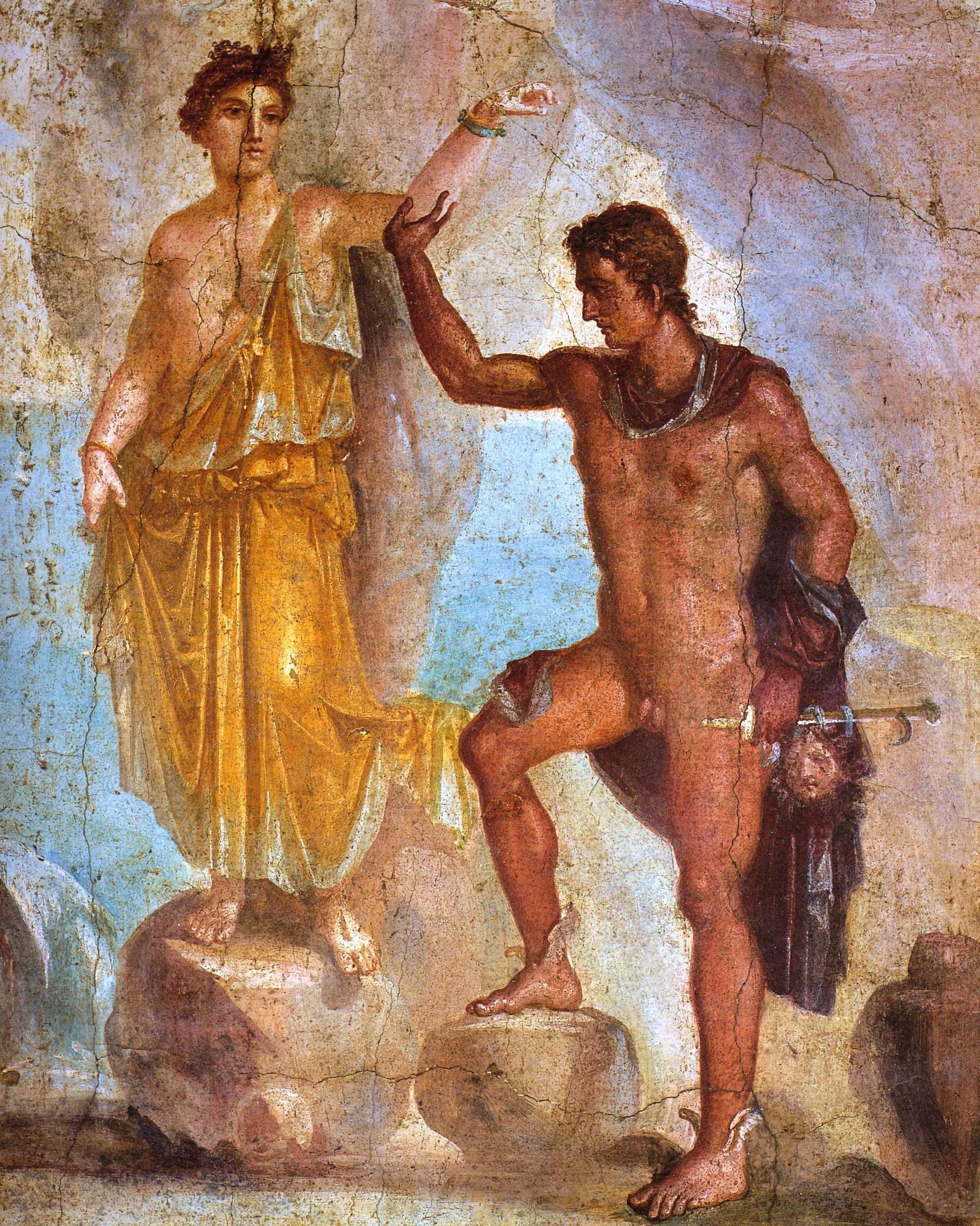
Persée et Andromède. Fresque de Pompéi (Musée archéologique de Naples).

Le Catalogue des femmes mentionne le mariage de Persée et d'Andromède et l'épisode d'Andromède apparaît pour la première fois sur un vase corinthien à figures noires de 575-570 av. J.-C. environ, c'est-à-dire avant les premières traces de l'histoire de Méduse. Le premier récit développé semble être celui de Phérécyde, préservé chez Apollodore, puis Sophocle et Euripide consacrent à la légende des tragédies intitulées Andromède, dont il ne subsiste plus que des fragments.
Cassiopée, mère d'Andromède, s'est vantée que sa fille soit plus belle que les Néréides. En punition, Poséidon envoie un monstre marin qui ravage le pays. Après avoir interrogé l'oracle d'Ammon, Céphée, roi d'Éthiopie et mari de Cassiopée, doit offrir sa fille en sacrifice. Persée arrive et, après avoir débattu avec Céphée, libère la jeune fille. Des amphores corinthiennes du VIe siècle av. J.-C. montrent Persée tenant Andromède par la main et repoussant le monstre marin à coups de pierre. Chez Ovide et les peintres sur vase postérieurs, Persée le tue à coups d'épée. Le recours à la tête de Méduse pour pétrifier le monstre n'apparaît pas avant Lucien de Samosate, (IIe siècle).

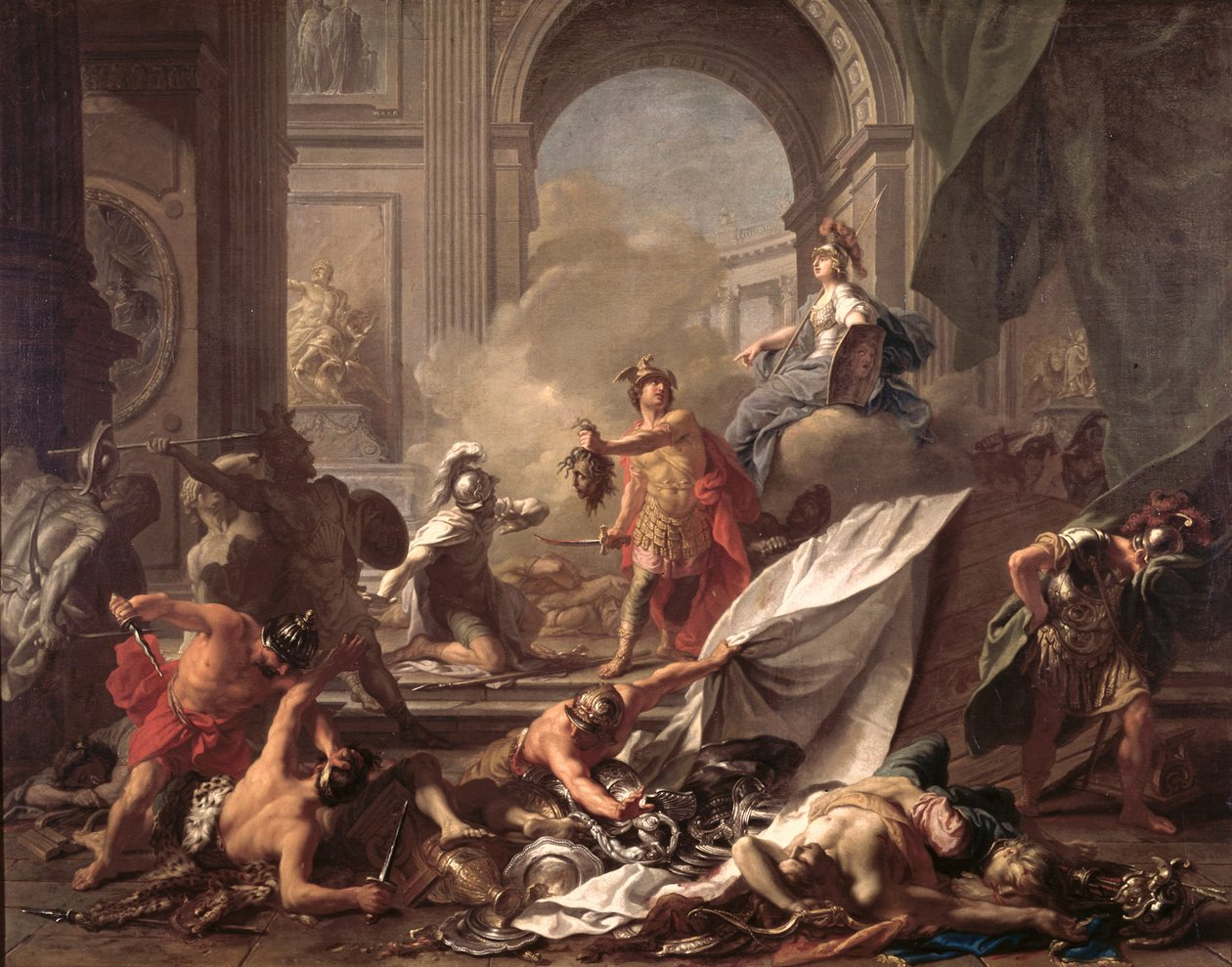
Persée, assisté par Minerve, pétrifie Phinée
1718, par Jean-Marc Nattier
musée des Beaux-Arts de Tours.

Persée épouse Andromède bien qu'elle ait été promise à Phinée, le frère de Céphée. Une querelle éclate lors des noces entre les deux hommes et Persée change Phinée en pierre grâce à la tête de la Gorgone. Chez Hygin, Agénor et non Phinée est le prétendant malheureux d'Andromède ; il est difficile de déterminer s'il s'agit d'une véritable variante ou d'une confusion de l'auteur. Andromède donne à Persée plusieurs enfants. Homère et le Catalogue des femmes citent seulement Sthénélos. La tradition ultérieure, notamment Apollodore, nomment également Persès, que Persée confie à Céphée, Alcée, Héléos, Mestor, Électryon, et une fille, Gorgophoné (« la tueuse de Gorgone »).

### Le retour
À Sériphos, il délivre sa mère de Polydecte en se servant à nouveau de la tête de Méduse, changeant ainsi en pierre le roi et ses partisans. Persée laisse à Dictys le pouvoir sur Sériphos et se rend avec Andromède à Argos, royaume d'Acrisios. Celui-ci, apprenant la venue de son petit-fils, s'enfuit à Larissa en Thessalie par crainte que la prophétie ne se réalise. De retour en Grèce, Persée participe à des jeux funèbres que le roi thessalien Teutamidès donnait en l'honneur de son père et auxquels assistait Acrisios. Dépassant sa cible au lancer du disque, il frappe et tue accidentellement le vieillard, accomplissant ainsi la prophétie.
Ovide rapporte que revenant à Argos, Persée découvrit que Proétos, le frère jumeau d'Acrisios, et selon certains, le père véritable de Persée, avait usurpé le trône de son frère. Le héros le tua en le transformant en rocher et monta sur le trône de la ville. Mais il préféra ne pas régner sur Argos, ayant tué le roi précédent. Il échangea donc son royaume contre celui de Tirynthe dont le roi était Mégapenthès et il y fonda les villes de Mycènes et de Midée.
Comme la tâche de Persée était accomplie, Athéna lui recommanda de remettre les objets magiques à Hermès qui les rendrait à leurs propriétaires respectifs. Selon certaines traditions, Athéna conserva le bouclier sur lequel elle plaça la tête de la Gorgone. Persée se rendit en Asie où son fils Persès devint l'ancêtre légendaire des Perses auxquels il donna son nom ; Platon dit que les Perses descendent de lui, et Xénophon rapporte dans sa Cyropédie que Cyrus II descend de lui.
Hygin donne une version très différente de ces événements mythiques. Pour lui, Polydecte fut un roi paisible qui épousa Danaé et mit Persée au service d'Athéna. D'autre part, Acrisios fut tué accidentellement par le jeune homme à Sériphos, pendant les jeux funèbres en l'honneur de Polydecte. Hygin indique aussi, rejoignant la version d'Ovide, que Persée fut tué par Mégapenthès, qui vengeait ainsi la mort de son père Proétos.
Plusieurs sources rapportent que Persée combattit victorieusement Dionysos dont le culte aurait été introduit en Argolide à la même époque, et ses suivantes, voire les tua. Dans sa Description de la Grèce, Pausanias le Périégète situe ainsi la tombe de la ménade Chorea et la tombe collective d'autres ménades qui avaient combattu Persée près du temple de Zeus Nemeios à Argos.
Persée a également lancé une statue dans le lac de Lerne et a livré combat contre une certaine « Femme de la Mer »[réf. nécessaire].
Athéna place Andromède et Céphée au nombre des constellations du ciel et Zeus fait de même avec Persée et le monstre marin,.

## Représentations littéraires

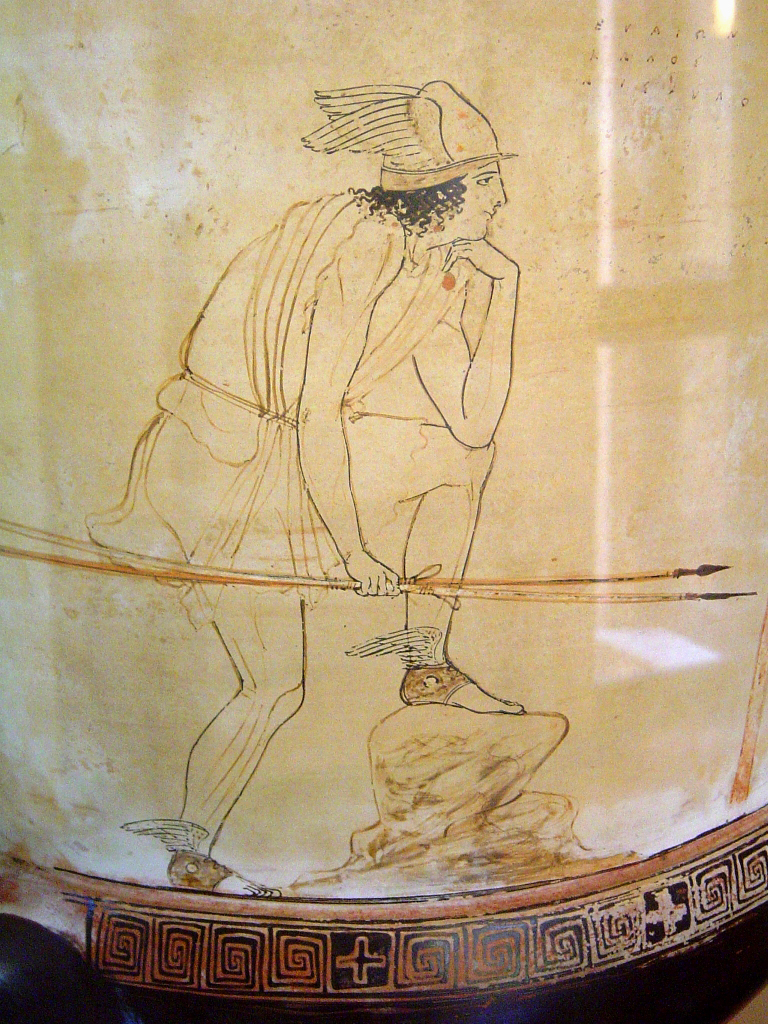
Portrait de l'acteur grec Euiaon jouant Persée, muni d'un chapeau ailé et de bottes, identifié par une inscription sur le vase. Cratère à calice attique à fond blanc, autour de -430

Si le mythe de Persée n'est attesté dans des textes conservés qu'à partir du Ve siècle av. J.-C., il est probablement plus ancien. Au IVe siècle av. J.-C., un personnage de la Samienne de Ménandre s'exclame ainsi : « N'as-tu pas entendu ce qu'ils racontent, ça, dis-moi, Nicératos, les poètes tragiques, comment, après s'être changé en or, Zeus s'est laissé couler à travers un toit jusqu'à une recluse, toute jeunette, pour la séduire ? »
Persée est en effet un sujet très fréquent à l'époque classique. Simonide de Céos chante dans l'un de ses poèmes la lamentation de Danaé, enfermée dans le coffre, et son appel à Zeus. Eschyle consacre à Danaé et Persée une trilogie complète. On ne connaît des tragédies que deux titres, Les Phorcydes et Polydecte, et quelques fragments. Le drame satyrique qui complétait la trilogie est mieux conservé ; intitulé Les Satyres tireurs de filets, il évoque le sauvetage de Danaé et Persée par Dictys. Sophocle compose également un Acrisios, une Danaé et Les Gens de Larisa, qui forment probablement une trilogie et qui ne survivent qu'à l'état de fragments. Les deux premières pièces portent probablement sur la décision respectivement d'enfermer Danaé puis de tuer Persée, tandis que la dernière évoque la mort d'Acrisios, tué involontairement par Persée. La Danaé d'Euripide raconte la séduction de la jeune fille par Zeus et sa punition.[réf. nécessaire]

## Comparaison avec certains contes traditionnels

### Légende et folklore international
Dans The Folktale (voir bibliographie), Stith Thompson signale une étude de Hartland sur la légende de Persée, dans laquelle l'auteur compare des contes traditionnels du monde entier sur ce thème ; il met notamment la légende en relation avec les contes-types du Tueur de dragons (AT. 300) et des Deux Frères (AT. 303), même s'il n'est pas possible de garantir que ces contes dérivent directement de la légende. Thompson mentionne divers motifs que l'on retrouve aussi bien dans la légende grecque que dans de nombreux contes populaires, ainsi : T511 (naissance surnaturelle du héros), S301 (le héros persécuté et abandonné en compagnie de sa mère), K333.2 (l'œil unique dérobé aux Phorcydes), D581 (la victoire sur Méduse au regard pétrifiant), T68.1 (la libération de l'héroïne livrée au monstre marin). Des motifs tels que la jeune fille enfermée dans la tour, les sandales ailées ou le casque d'invisibilité trouvent également écho dans les contes.

## Évocations dans les arts après l'Antiquité

### Peinture

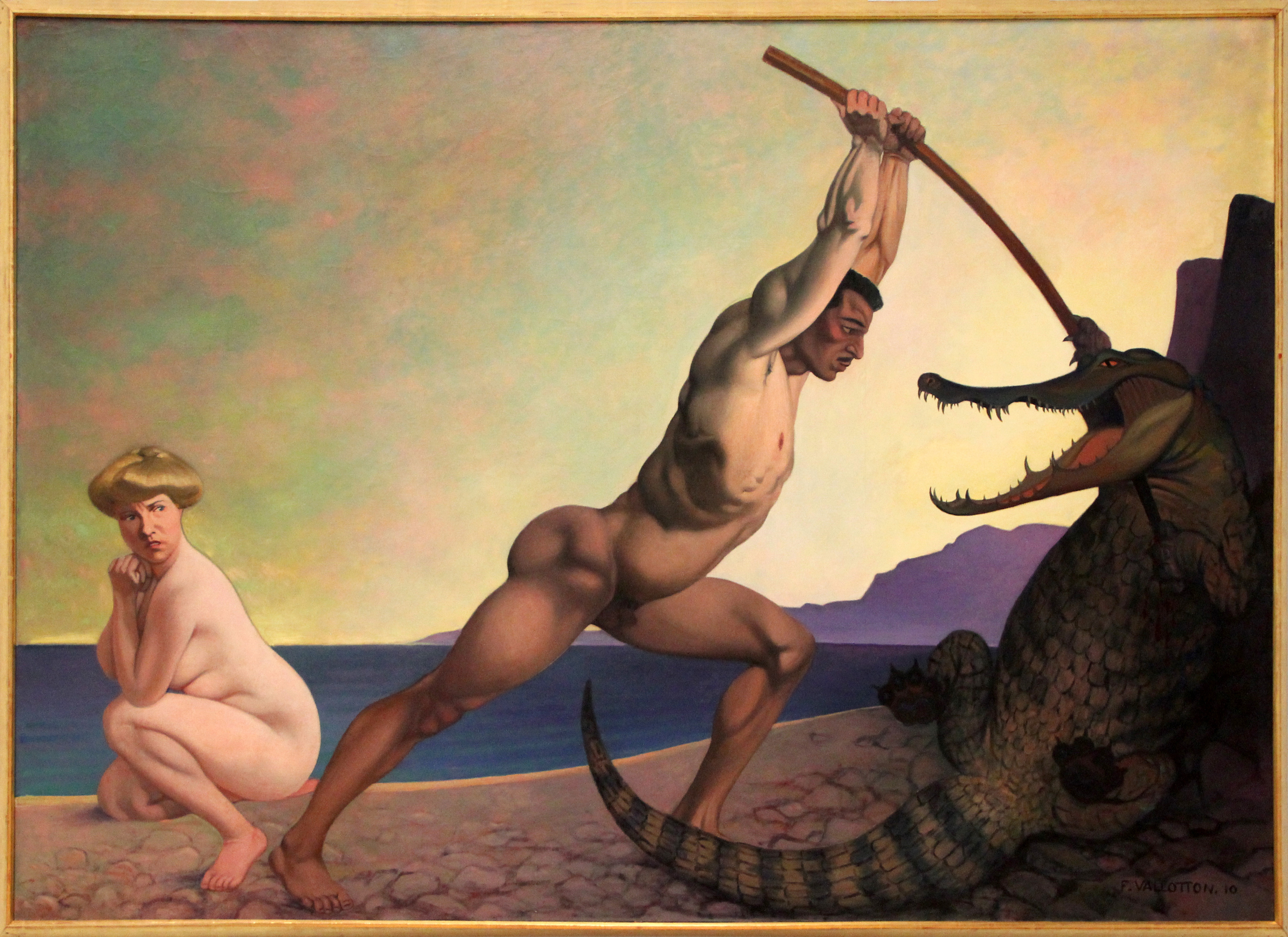
Félix Vallotton, Persée tuant le dragon (1910), Musée d'art et d'histoire de Genève.

Les diverses aventures de Persée ont fourni des sujets à la peinture et à la sculpture de la Renaissance au néo-classissisme et même jusqu'à l'époque contemporaine. Parmi les principaux artistes qui lui ont consacré des ouvrages, il faut citer :
- Anonyme : Persée et son épouse Andromède, fresque du Ier siècle, Pompéi ;
- Piero di Cosimo, Persée délivrant Andromède (1515), Galerie des Offices, Florence ;
- Giorgio Vasari, Perseo e Andromeda, huile sur toile (1570-1572), Palazzo Vecchio, Florence ;
- Paul Véronèse, Persée délivrant Andromède (vers 1560), Musée des Beaux-Arts de Rennes ;
- Carrache, Persée brandit la tête de Méduse (vers 1600) ;
- Joachim Wtewael, Persée délivrant Andromède (1611), Musée du Louvre, Paris ;
- Pierre-Paul Rubens, Persée délivrant Andromède (1622), Musées royaux des beaux-arts de Belgique ;
- Pierre Mignard,  Céphée et Cassiopé remerciant Persée (1678), Musée du Louvre, Paris ;
- Luca Giordano, Persée change en pierre Phinée et sa troupe (vers 1680), National Gallery, Londres ;
- Jean-Marc Nattier, Persée, assisté par Minerve, pétrifie Phinée (1718) ;
- Frederic Leighton, Persée et Andromède (1891), Walker Art Gallery, Liverpool ;
- Félix Vallotton, Persée tuant le dragon (1910), Musée d'art et d'histoire de Genève.

### Sculpture

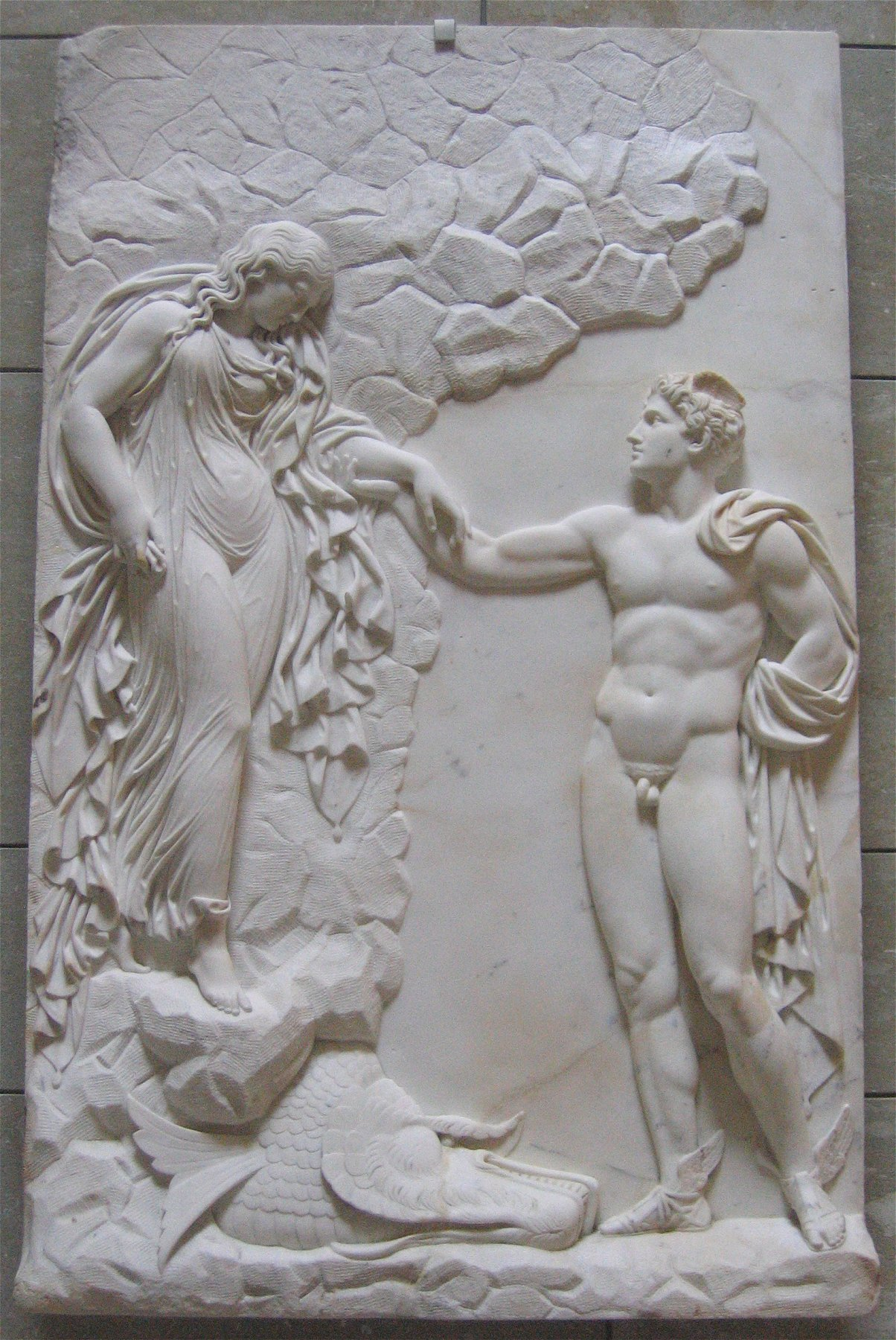
Persée et Andromède, bas-relief de Julius Troschel (1840-1850) à la Nouvelle Pinacothèque de Munich.

- Benvenuto Cellini, Persée tenant la tête de Méduse, bronze (1545 à 1554), exposé à Florence, loggia del Lanzi ;
- Pierre Puget, Persée et Andromède, marbre (1684), exposé au Musée du Louvre ;
- Antonio Canova, Persée triomphant (1797-1801), Musée Pio-Clementino au Vatican ;
- Camille Claudel, Persée et la Gorgone  (1902) ;
- Laurent Marqueste, Persée et la Gorgone (1875).

Le thème de Persée combattant le monstre marin et délivrant Andromède se distingue de légendes similaires par des accessoires évoquant les autres aventures du héros : tête de Méduse, sandales d'Hermès, casque d'Hadès.
La représentation possible de Persée monté sur le cheval ailé Pégase (né du sang de Méduse) n'est pas issue des récits antiques mais d'une confusion induite par le manuscrit de l′Ovide moralisé, faisant suivre le récit de Bellérophon par celui de Persée. Bien qu'Andromède soit éthiopienne, elle est presque toujours représentée extrêmement blanche de teint.

### Musique
- Jean-Baptiste Lully, Persée, tragédie lyrique (1682) ;
- François-André Danican Philidor, Persée, tragédie lyrique (1780).

### Littérature
- Années 2000 : Rick Riordan, Percy Jackson, série américaine de romans.

Cette série donnera deux autres sagas de livres écrites par Rick Riordan : Les Héros de l'Olympe qui relate les aventures de Percy Jackson et d'autres héros pour sauver le monde de sa destruction et, enfin, Les Travaux d'Apollon qui met en scène le dieu Apollon qui, pour une raison inconnue, est puni et voit son immortalité et ses pouvoirs divins retirés afin qu'il vive dans le monde des mortels.

### Cinéma
Les aventures de Persée ont été adaptées librement dans plusieurs péplums :
- 1963 : Persée l'invincible (Perseo l'invincibile), film italo-espagnol de Alberto De Martino, montre Persée affrontant Acrisios et son acolyte Galeron ainsi qu'une Méduse aux allures de plante à tentacules dotée d'un œil unique et qui peut animer et contrôler les hommes qu'elle a changées en statues ; Persée affronte aussi un monstrueux dragon ;
- 1981 : Le Choc des Titans, film américain réalisé par Desmond Davis ;
- Ce film donne lieu au remake américain dirigé par Louis Leterrier en 2010 portant le même titre, Le choc des Titans. Ce dernier donne lieu à son tour à une suite, La Colère des Titans, réalisée par Jonathan Liebesman et sortie en 2012.
- La série américaine de romans Percy Jackson de Rick Riordan donne lieu à des adaptations au cinéma dont la première est Percy Jackson : Le Voleur de foudre réalisé par Chris Columbus en 2010, suivi de Percy Jackson : La mer des monstres réalisé en 2013 par Thor Freudenthal[51]. Dans ces fictions, Percy tient son nom de Persée car, selon sa mère, c'est le seul héros à avoir eu une fin heureuse.

### Télévision
En 2016, l'épisode 12, Persée, la mort dans les yeux, de la série Les Grands Mythes est centré sur lui.

### Jeux vidéo
Persée est le héros du jeu d'aventure en mode texte Perseus and Andromeda développé en 1983 par Digital Fantasia. Il est une adaptation du mythe grec illustrée par des images composées de lettres et de lignes et qui est diffusé sur la plupart des ordinateurs personnels disponibles à l'époque (ZX Spectrum, Atari 8-bit, BBC Micro, Commodore 64, Commodore 16 et Oric-1)[réf. nécessaire].
Dans le jeu vidéo God of War II, un jeu vidéo américain d'action-aventure sorti sur consoles en 2007 et qui s'inspire très librement de la mythologie grecque, Persée est l'un des « boss » que Kratos, le héros du jeu, doit affronter. Persée est armé d'une épée, un bouclier, une fronde et un casque lui permettant de devenir invisible.

### Sources antiques
- Hésiode, Théogonie [détail des éditions] [lire en ligne] (279-280).
- Homère, Iliade [détail des éditions] [lire en ligne] (XIV, 320).
- Apollonios de Rhodes, Argonautiques [détail des éditions] [lire en ligne] (IV).
- Diodore de Sicile, Bibliothèque historique [détail des éditions] [lire en ligne] (IV, 9, 1).
- Hygin, Fables [détail des éditions] [(la) lire en ligne] (CCXLIV).
- Pausanias, Description de la Grèce [détail des éditions] [lire en ligne] (II, 19, 3 ; III, 2, 2 ; III, 20, 6).
- Hérodote, Histoires [détail des éditions] [lire en ligne] (I, 125; II, 91; VI, 53, 54; VII, 61, 150).